# وایتواتر (ویسکانسین)
وایتواتر، ویسکانسین  (به انگلیسی: Whitewater) شهری در شهرستان جفرسون والورت ایالت ویسکانسین است که در سال ۱۸۸۵ بنیان‌گذاری شده‌است. این شهر طبق سرشماری سال ۲۰۱۰ میلادی ۱۴٬۳۹۰ نفر جمعیت داشته‌است.